# Родриго (Отелло)
Родриго (англ. Roderigo) — второстепенный персонаж трагедии Уильяма Шекспира «Отелло» (1604). Появляется в ряде экранизаций.

## Роль в сюжете
Родриго — венецианский дворянин, влюблённый в Дездемону. Незадолго до начала действия пьесы он просил её руки, но получил отказ. В первой сцене Родриго приходит к дому Брабанцио, чтобы рассказать, что Дездемона сбежала с офицером-мавром Отелло. Он думает о самоубийстве, но коварный интриган Яго обещает, что сделает Дездемону его любовницей. В дальнейшем Яго использует Родриго, чтобы отомстить Отелло, причём не раскрывает ему все свои планы.
Приклеив фальшивую бороду, Родриго отправляется вместе с мавром на Кипр. Позже он провоцирует ссору с Кассио, благодаря чему Яго удаётся убедить Отелло в неверности жены. Под давлением Яго Родриго пытается убить Кассио, но только ранит его и получает рану сам. Тогда Яго наносит Родриго смертельный удар, чтобы устранить опасного свидетеля. Однако тот успевает всё рассказать о кознях против Отелло, к тому же при нём находят письма, разоблачающие Яго.
В новелле Джиральди Чинтио «Венецианский мавр» из сборника «Экатоммити» (1566), которая стала для Шекспира источником сюжетного материала, Родриго не появляется. По-видимому, этот образ полностью выдуман драматургом. По мнению шекспироведа С. Джонсона, Родриго — «яркий образец слабого ума, запутавшегося в сетях собственных дурных страстей и павшего жертвой фальшивой дружбы». Для Ю. Шведова этот персонаж, безвольный, трусливый и жалкий, вызывает «своей мелкой пдлостью ещё большее отвращение, чем образ… Яго».

## В адаптациях
Родриго стал героем первого плана в опере Россини «Отелло» (1816), так как композитор хотел дать возможность блеснуть своими высокими нотами крайне популярному в то время тенору-альтино Джованни Давиду. Этот персонаж появляется во множестве экранизаций трагеди Шекспира.
- «Отелло», 1952, режиссёр Орсон Уэллс (в роли Родриго Роберт Кут);
- «Отелло», 1955, режиссёр Сергей Юткевич (в роли Родриго Евгений Весник);
- «Венецианский мавр», 1960, фильм-балет режиссёра Вахтанга Чабукиани (в роли Родриго Резо Цулукидзе);
- «Отелло», 1965, режиссёр Стюарт Бердж (в роли Родриго Роберт Ланг);
- «Отелло», 1995, режиссёр Оливер Паркер, в роли Родриго Майкл Малони).